# Кубок Шотландії з футболу 1880—1881
Кубок Шотландії з футболу 1880–1881 — 8-й розіграш кубкового футбольного турніру у Шотландії. Титул вп'яте здобув Квінз Парк.

## Четвертий раунд
Команда Тісл пройшла до наступного раунду після жеребкування.
| Команда 1                        | Рахунок | Команда 2         |
| -------------------------------- | ------- | ----------------- |
| 13 листопада 1880                |         |                   |
| Артурлі                          | 4:3*    | Сауз Вестерн      |
| Дамбартон                        | 9:0     | Глазго Юніверсіті |
| Единбург Юніверсіті              | 0:1     | Кемпсі Централ    |
| Гарт оф Мідлотіан                | 3:0     | Камбусленг        |
| Квінз Парк                       | 11:2    | Бейз              |
| Рейнджерс                        | 11:0    | Клайд             |
| Сент-Міррен                      | 1:0     | Кавлерс           |
| Вейл оф Левен                    | +:-     | Арброт            |
| 20 листопада 1880                |         |                   |
| Картсайд                         | 1:3     | Герлфорд Юнайтед  |
| Моучлайн                         | +:-     | Кларкстон         |
| 27 листопада 1870 (перегравання) |         |                   |
| Артурлі                          | 1:1**   | Сауз Вестерн      |

* - результат скасовано.
** - команда Сауз Вестерн дискваліфікована.

## П'ятий раунд
Команда Кемпсі Централ пройшла до наступного раунду після жеребкування.
| Команда 1        | Рахунок | Команда 2         |
| ---------------- | ------- | ----------------- |
| 4 грудня 1880    |         |                   |
| Сент-Міррен      | 1:5     | Дамбартон         |
| Вейл оф Левен    | 7:1     | Тісл              |
| 11 грудня 1880   |         |                   |
| Артурлі          | 4:0     | Гарт оф Мідлотіан |
| Моучлайн         | 0:2     | Квінз Парк        |
| 18 грудня 1880   |         |                   |
| Герлфорд Юнайтед | 0:3     | Рейнджерс         |

## Чвертьфінали
| Команда 1      | Рахунок | Команда 2     |
| -------------- | ------- | ------------- |
| 25 грудня 1880 |         |               |
| Артурлі        | 0:2     | Вейл оф Левен |
| Кемпсі Централ | 1:10    | Квінз Парк    |
| Рейнджерс      | 1:3     | Дамбартон     |

## Півфінали
Команда Квінз Парк пройшла до наступного раунду після жеребкування.
| Команда 1     | Рахунок | Команда 2     |
| ------------- | ------- | ------------- |
| 5 лютого 1881 |         |               |
| Дамбартон     | 2:0     | Вейл оф Левен |

## Фінал
Результат першого матчу був опротестований, було призначено повторний матч.
| 26 березня 1881 |

| Квінз Парк | 2:1 | Дамбартон |
| ---------- | --- | --------- |
|            |     |           |

| Кіннінг-Парк, Глазго Глядачів: 10 000 |

### Перегравання
| 9 квітня 1881 |

| Квінз Парк | 3:1 | Дамбартон |
| ---------- | --- | --------- |
|            |     |           |

| Кіннінг-Парк, Глазго Глядачів: 10 000 |